# Tusnelda Svanholmer
Tusnelda Maria Svanholmer (født 10. maj 2001 i Klampenborg) er en cykelrytter fra Danmark, der kører mountainbike for Costa Cálida Kraken. Hun deltager også i landevejs- og banecykling.
Efter nogle år hvor det kun var blevet til nogle få løb i banecykling, og deltagelse ved DM i landevejscykling 2022, skrev Svanholmer i marts 2023 under på en kontrakt med Team Rytger p/b Carl Ras, som var gældende for resten af sæsonen.

## Privat
Den 22. februar 2022 blev hun forlovet med cykelrytter Julius Johansen.